# 偽造写真事件
偽造写真事件(ぎぞうしゃしんじけん）は、1992年（平成4年）11月から創価新報紙上に日顕宴席写真を掲載し、偽装したというのが宗門側の見解である。

## 経緯
1980年代に入り日顕が日蓮正宗のトップに立った後、創価学会と日蓮正宗との対立が激化、創価学会本部幹部会で池田が日蓮正宗宗門への堕落を批判し、それに反発して日蓮正宗(宗門)が池田の発言内容について文書で質問するなど対立は決定的になった。

## 創価新報による報道
創価新報は、1992年（平成4年）11月4日号と18日号の2度にわたり、日顕が芸者に囲まれている写真を掲載。
1993年2月17日号において写真のカラー版を掲載し、写真の撮影者が椎名法昭であることを明かした。
撮影されたのは、1986年（昭和61年）11月22日。

## 訴訟へ
創価学会が主張した後になって日顕側は
1986年（昭和61年）11月22日に開かれた席は椎名法昭の父と阿部法胤との合同主催による、古稀の祝いの席であり、日顕はそこに招かれて出席。この日の古稀の祝いは夫人同伴で行われた祝宴の場であったことを日蓮正宗の機関紙『慧妙』が指摘。対して創価学会側は古稀の祝いであれば日顕が主催した可能性はあると主張した。しかし、椎名の父親自身が「当日の主催者は日顕ではなく、自分たちだった」と隠ぺい。その後、日蓮正宗は、1993年（平成5年）5月1日、創価学会および池田大作による名誉毀損事件として東京地方裁判所へ提訴した。

### 一審判決
1999年12月6日、東京地方裁判所梶村太市裁判長は創価学会による「芸者写真」捏造、およびそれを基にした池田大作の誹謗中傷発言などの名誉毀損行為を認定し、「その違法性は社会通念上けっして容認できない程度に至っていることは明らか」、「名誉毀損の成立は妨げられない」として、創価学会側に総額400万円の損害賠償を命じた。しかし創価学会側が控訴し控訴審が始まる。

### 控訴審判決
2000年12月5日東京高裁813号法廷（鬼頭季郎裁判長）は一審判決同様、創価学会による「芸者写真」の捏造を認めながらも、日顕が原告に名を連ねていないことから、「報道は日顕個人に向けられたものであり、日蓮正宗・大石寺に対する不法行為に該当するということはできない」とし、一審判決で命じた損害賠償を退ける判決を下した。
原告側の大石寺はこれを不服として、最高裁に上告したが最高裁は原告の訴えを棄却、東京高裁の二審判決が確定した。

## 裁判後の反応
創価学会、日蓮正宗がともに勝訴宣言をした不可解な控訴審判決については裁判官の意見が分かれたことに原因がある。東京高裁の裁判官3名の意見は「裁判長が創価学会側の勝訴を主張したのに対し裁判官1名が日蓮正宗側の勝訴を主張。一人の裁判官が和解を提案。和解案は創価学会の写真の捏造や名誉毀損の成立を認め、謝罪広告を掲載することを条件に日蓮正宗は創価学会へ要求していた損害賠償請求を取り下げるという折衷案であり和解案に2人の裁判官も同意した。しかし、和解案は提示されず和解案の内容がそのまま判決文になった。

### 日蓮正宗
日蓮正宗は機関紙慧妙で裁判所が創価学会の違法行為を認めた事は評価している。

### 創価学会
創価学会は控訴審判決後、損害賠償が棄却されたことに対し機関紙聖教新聞の紙面において『創価学会全面勝訴』と報道。
1. ↑  朝日新聞アエラ編集部2000　202P引用
2. ↑  創価新報1992年11月4日号、11月18日号
3. ↑  平成五年（ワ）第七九七七号　99年12月6日、東京地裁判決
4. ↑  山田直樹著『創価学会を斬る』